# Geoffrey Carr
Geoffrey Carr (Battersea, 22 de enero de 1886-Ealing, 13 de julio de 1969) fue un deportista británico que compitió en remo como timonel. Participó en los Juegos Olímpicos de Estocolmo 1912, obteniendo una medalla de plata en la prueba de cuatro con timonel.

## Palmarés internacional
| Juegos Olímpicos | Juegos Olímpicos   | Juegos Olímpicos | Juegos Olímpicos   |
| Año              | Lugar              | Medalla          | Prueba             |
| ---------------- | ------------------ | ---------------- | ------------------ |
| 1912             | Estocolmo (Suecia) | Medalla de plata | Cuatro con timonel |